# Cygnus A
Cygnus A (3C 405) – najjaśniejsze radioźródło w konstelacji Łabędzia. Jest to jedna z najjaśniejszych i najsłynniejszych radiogalaktyk, o przesunięciu ku czerwieni 0,056075. Radioźródło pochodzi z Trzeciego Katalogu Uniwersytetu w Cambridge, a zostało zidentyfikowane w 1954 roku przez Baadego i Minkowskiego z dwiema bliskimi siebie galaktykami w trakcie zderzenia.
Źródło jest doskonałym przykładem radiogalaktyki typu FRII, charakteryzującym się słabym, wąskim dżetem, rozbudowanymi radioobłokami oraz wyraźnymi gorącymi płatami po zewnętrznej stronie radioobłoków. Galaktyka obserwowana była przez Kosmiczny Teleskop Hubble’a. Nie potwierdziło to jednoznacznie obrazu zderzających się galaktyk widzianego przez odkrywców, natomiast galaktyka jest widziana z boku, jej obraz optyczny jest zaburzony przez przecinający ją szeroki i wyraźny pas pyłu. Część promieniowania optycznego galaktyki pochodzi nie od gwiazd, ale od zjonizowanej materii z okolic aktywnego jądra. Jasność jądra trudno ocenić także ze względu na silne przesłanianie przez pył.